# あなたと
『あなたと』は、2008年9月24日にワーナーミュージック・ジャパンから発売された、日本の音楽ユニット・絢香×コブクロの2ndシングル。

## 解説
- 2007年夏のライブで初披露され、「音源化してほしい」というファンの声を受けてリリースすることになったラブソング。
- この曲も前作と同様日産キューブのコマーシャルソングのために設立されたワーナーミュージック・ジャパンのレーベルCUBE LOVES MUSICからの発売となり、今作が第二弾作品となる。
- CMは2008年7月4日から放送された。
- 2008年7月21日に静岡県掛川市のヤマハリゾートつま恋で行われた、『ap bank fes』でも披露された。
- ジャケット写真は前作「WINDING ROAD」と非常に似ているが、前作は3人が手を広げているものになっているのに対し、今作は3人が手を握っているものになっている。
- オリコン週間ランキングでは、初登場2位を記録した。
- バンダイナムコゲームスのアーケードゲーム「太鼓の達人12 亞洲版」に限定登場した。(日本国内向けの太鼓の達人には収録されていない)

## 収録曲
1. あなたと
  - 作詞・作曲・編曲：絢香、小渕健太郎、黒田俊介
2. あなたと (INSTRUMENTAL)

## 参加ミュージシャン
- 絢香, 黒田俊介：Vocal, Chorus
- 小渕健太郎：Vocal, Chorus, Acoustic Guitar, Strings Arrangement
- 福原正宜：Electric Guitar
- 山田裕之：Bass
- 松浦基悦：Piano
- 桜井正宏：Drums
- 坂井"Lambsy"秀彰：Percussion
- 漆原直美, 藤縄陽子, 石橋尚子, 牛山玲名, 氏川恵美子：Violin
- 坂田知香, 志摩かなえ, 丹羽洋輔, 大和加奈, 吉成とも子：Violin
- 渡邉智生, 菊池幹代, 冨田大輔, 三木章子：Viola
- 原口梓, 遠藤益民, 関口将史, 友納真緒：Cello
- 高桑英世：Flute
- 庄司さとし：Oboe
- 山根公男：Clarinet
- 藤田乙比古, 勝俣泰, 高橋臣宜：Horn
- 山本拓夫：Soprano Sax
- 藤井理央：Strings Arrangement
- 岩瀬聡志：Programming